# Aljinovići
Aljinovići (en serbe cyrillique : Аљиновићи) est un village de Serbie situé dans la municipalité de Prijepolje, district de Zlatibor. Au recensement de 2011, il comptait 136 habitants.

## Démographie
| 1948 | 1953 | 1961 | 1971 | 1981 | 1991 | 2002 | 2011 |
| ---- | ---- | ---- | ---- | ---- | ---- | ---- | ---- |
| 549  | 618  | 638  | 514  | 401  | 304  | 196  | 136  |

|  |